# Centropus bernsteini
El cucal de Bernstein (Centropus bernsteini) es una especie de ave cuculiforme de la familia Cuculidae endémica de la isla de Nueva Guinea.

## Distribución y hábitat
Se encuentra en las selvas de tierras bajas de la isla de Nueva Guinea, tanto en la zona occidental perteneciente a Indonesia como en la oriental perteneciente a Papúa Nueva Guinea.